# Anzu, chat-fantôme
Pour plus de détails, voir Fiche technique et Distribution.
Anzu, chat-fantôme (化け猫あんずちゃん, Bakeneko Anzu-chan) est un film d'animation japonais de Yōko Kuno et Nobuhiro Yamashita, sorti en 2024.
C'est l'adaptation du manga du même nom de Takashi Imashiro, publié en 2007.

## Synopsis
Karin, 11 ans, est orpheline de mère. Son père, qui a contracté de grosses dettes, la laisse chez son grand-père, moine dans une petite ville rurale, le temps de rembourser l'argent qu'il doit. Au temple, Karin rencontre Anzu, un bakeneko.

## Fiche technique
Sauf indication contraire, les informations mentionnées dans cette section peuvent être confirmées par la base de données cinématographiques IMDb,  présente dans la section « Liens externes ».
- Titre original : 化け猫あんずちゃん, Bakeneko Anzu-chan
- Titre français : Anzu, chat-fantôme
- Réalisation : Yōko Kuno et Nobuhiro Yamashita
- Scénario : Shinji Imaoka et Takashi Imashiro
- Direction artistique : Julien De Man
- Photographie : Masato Makino
- Montage : Toshihiko Kojima
- Musique : Keiichi Suzuki
- Société de production : Shin-Ei Animation et Miyu Productions
- Pays d'origine : Japon
- Format : Couleurs - 1,78:1 - Dolby Digital
- Genre : animation, drame, fantastique
- Durée : 97 minutes
- Dates de sortie :
  - Japon : 19 juillet 2024
  - France : 21 mai 2024 (Festival de Cannes 2024), 21 août 2024 (sortie nationale)

## Distribution
Voix originales
- Noa Gotō : Karin
- Mirai Moriyama : Anzu
- Munetaka Aoki : Tetsuya, le père de Karin
- Miwako Ichikawa : Yuzuki, la mère de Karin
- Keiichi Suzuki : Oshô

Voix françaises
- Lévanah Solomon : Karin
- Anatole de Bodinat : Anzu
- Marc Arnaud : Tetsuya, le père de Karin
- Jessica Monceau : Yuzuki, la mère de Karin
- Bernard Alane : Oshô

## Production

### Genèse et développement
C'est l'adaptation du manga du même nom de Takashi Imashiro, prépublié dans le magazine Comic BonBon en 2006 et 2007, et publié au format tankōbon fin 2007.

### Tournage
Le film a été réalisé en utilisant la technique de la rotoscopie : il a été tourné en prises de vues réelles puis les images tournées ont été transposées en un film d'animation.

## Sortie

### Accueil critique
En France, le site Allociné propose une moyenne de 3,2⁄5, d'après l'interprétation de 21 critiques de presse.

### Box-office
| Pays ou région | Box-office     | Date d'arrêt du box-office | Nombre de semaines |
| -------------- | -------------- | -------------------------- | ------------------ |
| France         | 52 574 entrées |                            |                    |
| États-Unis     | 218 261 $      |                            |                    |
| Russie         | 9 489 entrées  |                            |                    |
| Total mondial  | 400 147 $ USD  |                            |                    |

## Distinctions

### Sélections
- Festival de Cannes 2024 : sélection à la Quinzaine des cinéastes
- Festival international du film d'animation d'Annecy 2024 : sélection en compétition